# Thụ tinh ngoài
Thụ tinh ngoài là một hình thức thụ tinh bên ngoài cơ thể sinh vật, phổ biến ở các loài lưỡng cư và cá. Các giao tử từ các con đực và cái được phóng thích vào nước cùng lúc và cùng địa điểm. Ví dụ ếch cái đẻ đến đâu, ếch đực tưới tinh đến đó. Trong môi trường biển sâu và biển thẳm, đây là phương thức thụ tinh phổ biến của các loài động vật da gai.

## Hình ảnh

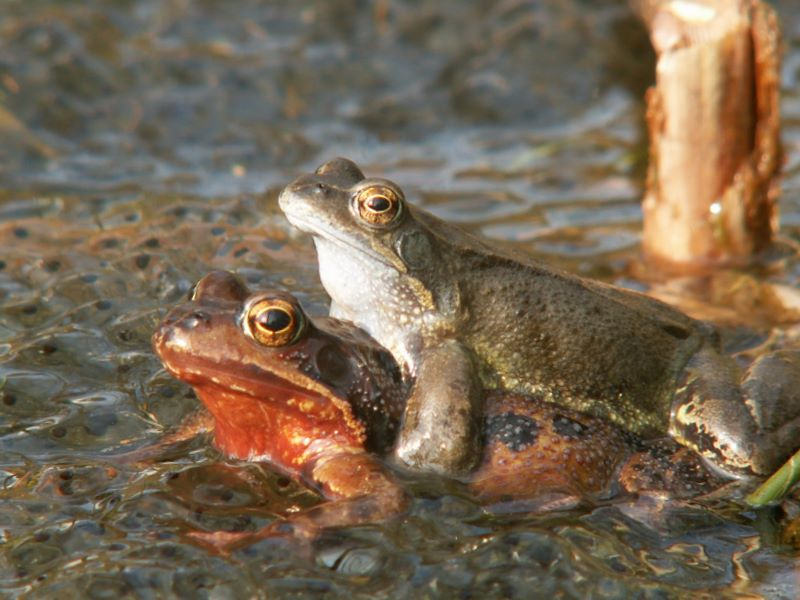
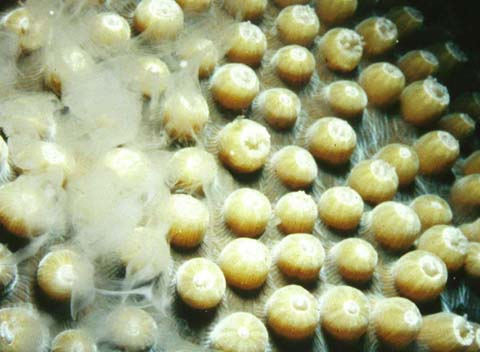
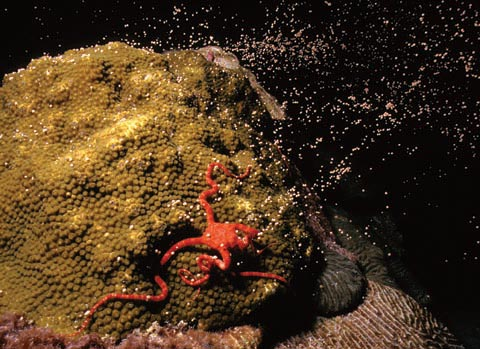